# 韦尔讷伊 (马恩省)
韦尔讷伊（法語：Verneuil，法語發音：[vɛʁnœj]）是法国马恩省的一个市镇，属于埃佩尔奈区。

## 地理
韦尔讷伊（49°5'59"N, 3°40'22"E）面积13.14 平方千米，位于法国大東部大區马恩省，该省份为法国东北部内陆省份，北起阿登省，西北接埃纳省，西南接塞纳-马恩省，南至奥布省，东南接上马恩省，东临默兹省。
与韦尔讷伊接壤的市镇（或旧市镇、城区）包括：帕西格里尼、尚瓦西、多尔芒、特鲁瓦西、旺迪耶尔、万塞勒。

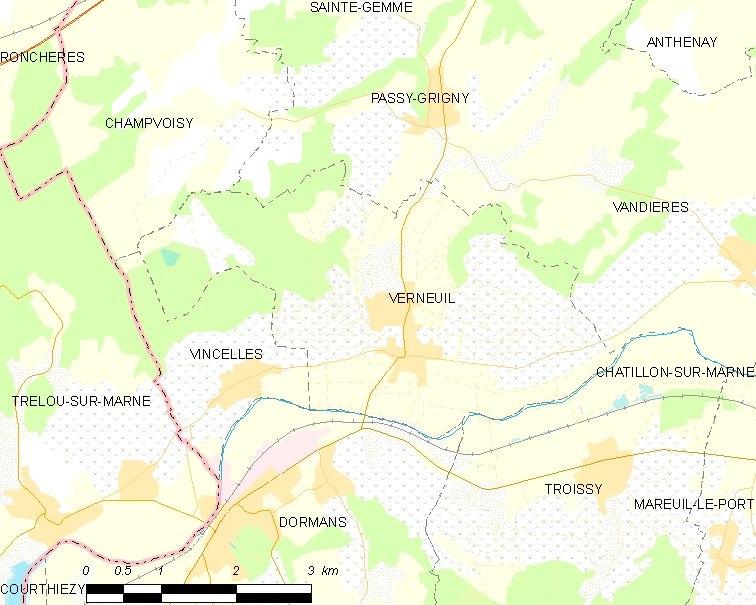
的OSM定位图

韦尔讷伊的时区为UTC+01:00、UTC+02:00（夏令时）。

## 行政
韦尔讷伊的邮政编码为51700，INSEE市镇编码为51609。

## 政治
韦尔讷伊所属的省级选区为多尔芒-香槟景县。

## 人口

1962-2008年间人口变化图示

韦尔讷伊于2022年1月1日时的人口数量为840人。